# Janville (Oise)
Pour les articles homonymes, voir Janville.
Janville est une commune française située dans le département de l'Oise, en région Hauts-de-France.

## Géographie

### Description
Janville est un bourg picard du Compiégnois et de la vallée de l'Oise, marqué par l'importance de la batellerie en raison de la présence d'un port sur le Canal latéral à l'Oise,  situé à 5 km à vol d'oiseau au nord-est de Compiègne, 33 km de Clermont, 29 km au sud-est de Montdidier, 18 km au sud-ouest de Noyon et 36 km à l'ouest de Soissons.
Bien qu'elle soit, avec ses 10 ha, la plus petite commune du département, étagée entre les pentes du mont Ganelon et l'Oise, elle offre de belles vues sur la vallée de l’Oise et la forêt de Laigue. Avec ses 635 habitants en 2025, elle a une densité de population importante, proche de celle de Compiègne.
En 1850, Louis Graves indique que Janville a un « très-petit territoire bordé à l'est par la petite-Oise; occupant les pentes et une partie du plateau du Ganelon. Le chef-lieu forme une seule rue de  huit cents mètres, sur la route de Saint-Quentin ».

### Communes limitrophes
Les communes limitrophes sont Choisy-au-Bac, Clairoix et Longueil-Annel.
|          | Longueil-Annel |               |
|          | Janville       |               |
| Clairoix |                | Choisy-au-Bac |

### Hydrographie
L'ouest de la commune est constituée par le lit de l'Oise, l'un des affluents principaux de la Seine, et par le canal latéral à l'Oise, dont les deux bras forment l'île de Janville ou î’Ile Jean-Lenoble.
L'île est reliée au reste de la commune par une passerelle reconstruite en 1950 et qui a bénéficié de travaux urgents en 2019, mais qui n'est accessible qu'aux véhicules de moins de 12 tonnes, ce qui compromet le fonctionnement de l'entreprise de chantier naval qui y est implantée.

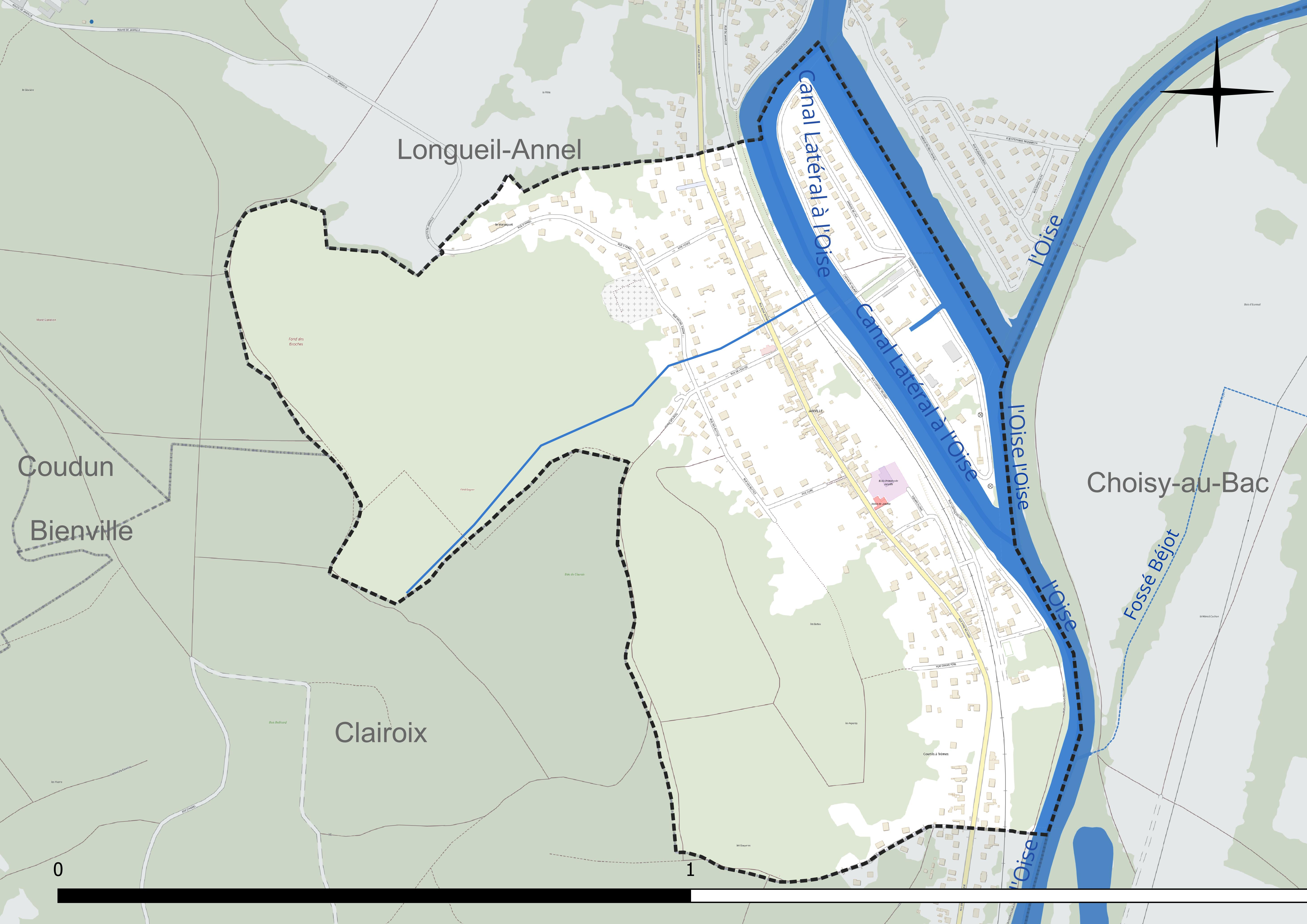
Réseau hydrographique de Janville.

### Climat
Pour des articles plus généraux, voir Climat des Hauts-de-France et Climat de l'Oise.
En 2010, le climat de la commune est de type climat océanique dégradé des plaines du Centre et du Nord, selon une étude du CNRS s'appuyant sur une série de données couvrant la période 1971-2000. En 2020, Météo-France publie une typologie des climats de la France métropolitaine dans laquelle la commune est dans une zone de transition entre le climat océanique et le climat océanique altéré et est dans la région climatique Nord-est du bassin Parisien, caractérisée par un ensoleillement médiocre, une pluviométrie moyenne régulièrement répartie au cours de l’année et un hiver froid (3 °C).
Pour la période 1971-2000, la température annuelle moyenne est de 10,8 °C, avec une amplitude thermique annuelle de 14,9 °C. Le cumul annuel moyen de précipitations est de 682 mm, avec 11,5 jours de précipitations en janvier et 8,2 jours en juillet. Pour la période 1991-2020, la température moyenne annuelle observée sur la station météorologique la plus proche, située sur la commune de Margny-lès-Compiègne à 4 km à vol d'oiseau, est de 11,2 °C et le cumul annuel moyen de précipitations est de 633,5 mm,. Pour l'avenir, les paramètres climatiques de la commune estimés pour 2050 selon différents scénarios d'émission de gaz à effet de serre sont consultables sur un site dédié publié par Météo-France en novembre 2022.
| Mois                                  | jan.          | fév.           | mars           | avril         | mai             | juin          | jui.          | août           | sep.          | oct.          | nov.             | déc.             | année     |
| ------------------------------------- | ------------- | -------------- | -------------- | ------------- | --------------- | ------------- | ------------- | -------------- | ------------- | ------------- | ---------------- | ---------------- | --------- |
| Température minimale moyenne (°C)     | 1,5           | 1,8            | 3,4            | 5,4           | 8,8             | 11,5          | 13,3          | 13,3           | 10,5          | 8,2           | 4,7              | 2,2              | 7         |
| Température moyenne (°C)              | 3,9           | 4,8            | 7,5            | 10,5          | 13,8            | 16,9          | 19            | 18,9           | 15,6          | 12            | 7,5              | 4,5              | 11,2      |
| Température maximale moyenne (°C)     | 6,4           | 7,9            | 11,6           | 15,5          | 18,8            | 22,2          | 24,7          | 24,6           | 20,7          | 15,9          | 10,3             | 6,9              | 15,5      |
| Record de froid (°C) date du record   | −15 07.01.09  | −10,3 07.02.12 | −10,4 13.03.13 | −4,8 07.04.21 | −0,6 07.05.1997 | 3,1 01.06.06  | 4,9 03.07.11  | 4,9 28.08.1998 | 0,5 30.09.18  | −4,6 28.10.03 | −10,4 24.11.1998 | −11,3 29.12.1996 | −15 2009  |
| Record de chaleur (°C) date du record | 14,8 09.01.15 | 19 27.02.19    | 25,1 31.03.21  | 27,5 19.04.18 | 30,6 27.05.05   | 35,5 18.06.22 | 41,5 25.07.19 | 39,2 12.08.03  | 34,8 15.09.20 | 28,2 01.10.11 | 20,2 06.11.18    | 16,4 07.12.00    | 41,5 2019 |
| Précipitations (mm)                   | 50,9          | 44,9           | 42,7           | 42,1          | 57,7            | 54,4          | 56,6          | 62,9           | 43,9          | 60,2          | 52,6             | 64,6             | 633,5     |

## Urbanisme

### Typologie
Au 1er janvier 2024, Janville est catégorisée ceinture urbaine, selon la nouvelle grille communale de densité à sept niveaux définie par l'Insee en 2022.
Elle appartient à l'unité urbaine de Compiègne, une agglomération intra-départementale regroupant quatorze  communes, dont elle est une commune de la banlieue,,. Par ailleurs la commune fait partie de l'aire d'attraction de Compiègne, dont elle est une commune de la couronne,. Cette aire, qui regroupe 101 communes, est catégorisée dans les aires de 50 000 à moins de 200 000 habitants,.

### Occupation des sols

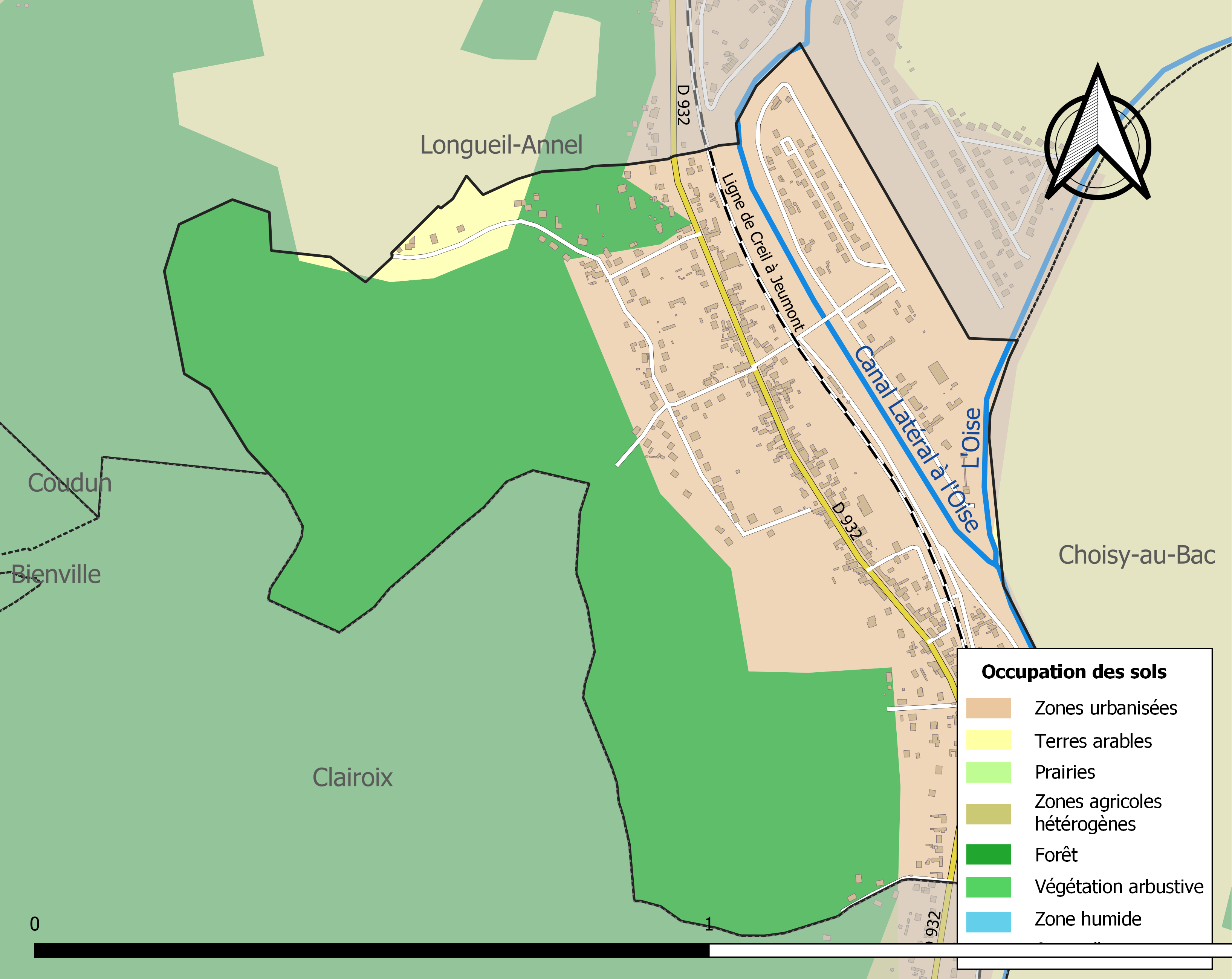
Carte des infrastructures et de l'occupation des sols de la commune en 2018 (CLC).

L'occupation des sols de la commune, telle qu'elle ressort de la base de données européenne d’occupation biophysique des sols Corine Land Cover (CLC), est marquée par l'importance des forêts et milieux semi-naturels (51,5 % en 2018), une proportion identique à celle de 1990 (51,5 %). La répartition détaillée en 2018 est la suivante : 
forêts (51,5 %), zones urbanisées (47,1 %), terres arables (1,5 %). L'évolution de l’occupation des sols de la commune et de ses infrastructures peut être observée sur les différentes représentations cartographiques du territoire : la carte de Cassini (XVIIIe siècle), la carte d'état-major (1820-1866) et les cartes ou photos aériennes de l'IGN pour la période actuelle (1950 à aujourd'hui).

### Habitat et logement
En 2020, le nombre total de logements dans la commune était de 286, alors qu'il était de 277 en 2015 et de 259 en 2010.
Parmi ces logements, 93 % étaient des résidences principales, 1,1 % des résidences secondaires et 6 % des logements vacants. Ces logements étaient pour 90,4 % d'entre eux des maisons individuelles et pour 8,9 % des appartements.
Le tableau ci-dessous présente la typologie des logements à Janville en 2020 en comparaison avec celle de l'Oise et de la France entière. Une caractéristique marquante du parc de logements est ainsi une proportion de résidences secondaires et logements occasionnels (1,1 %) inférieure à celle du département (2,4 %) et  à celle de la France entière (9,7 %). Concernant le statut d'occupation de ces logements, 78,8 % des habitants de la commune sont propriétaires de leur logement (77,4 % en 2015), contre 61,4 % pour l'Oise et 57,5 pour la France entière.
| Typologie                                               | Janville | Oise | France entière |
| ------------------------------------------------------- | -------- | ---- | -------------- |
| Résidences principales (en %)                           | 93       | 90,5 | 82,1           |
| Résidences secondaires et logements occasionnels (en %) | 1,1      | 2,4  | 9,7            |
| Logements vacants (en %)                                | 6        | 7,1  | 8,2            |

### Projets d'aménagement
La commune envisage, à l'occasion du creusement du canal Seine-Nord Europe, d'utiliser une partie des remblais pour aménager un port de plaisance  sur l'un des deux bras de l'Oise qui constituent l'île de Janville en le fermant, permettant à cette occasion de supprimer la passerelle qui relie l'île au reste de la commune, et qui est désormais vétuste, les berges de l’Oise étant alors réaménagées pour en faire un lieu de promenade,.

### Voies de communication et transports
L'ancienne route nationale 32 (actuelle RD 932) reliant Compiègne à Noyon dessert la commune.
La commune est traversée  par la ligne de Creil à Jeumont, mais les stations de chemin de fer  les plus proches sont la gare de Longueil-Annel et la gare de Compiègne, desservies par des trains TER Hauts-de-France qui effectuent des missions entre les gares de Paris-Nord ou de Compiègne et de Saint-Quentin ou d'Amiens.
En 2023, la commune est desservie par la ligne 109 du réseau TIC ainsi que par la ligne 19 du service AlloTIC. Elle est également desservie par les lignes 668 et 6321 du réseau interurbain de l'Oise.

## Toponymie
Le nom de la localité est attesté sous les formes Johannis villa en 1026, Johanvile en 1236, Jehanville en 1242, la ville de Janville en 1370, Jeanville vers 1540.

## Histoire

### Moyen Âge
La seigneurie de Janville appartient aux sires de Coudun. En 1307, Robert de Coudun, chevalier, confirme le droit donné en 1166 par  Raoul de Coudun à l'abbaye Notre-Dame d'Ourscamp, qui pouvait passer à Janville sans assumer de péage.

### Temps modernes
En 1520 des habitants de Boves adressèrent une requête au duc d'Aumale, qui demeurait alors à Janville : le comte de Guise, duc d'Aumale, pouvait être alors seigneur de Janville. Une branche de la famille d'Aumale possédait la seigneurie de Nampcel. La terre de Janville appartient ensuite au duc d'Aumont, et puis du duché de Monchy-Humières.
Louis Graves indique qu'il y avait « un droit de péage, roage et travers dont le produit était considérable, parce qu'il s'étendait sur toutes sortes de marchandises par terre et par
eau, depuis le pont de Clairoix jusqu'aux haies de Longueil-sous-Thourotte. II fut supprimé par les lettres-patentes du quatorze avril 1733, rétabli le douze mars 1737, et définitivement aboli suivant les lettres du vingt-six août 1747 ».
La paroisse de Janville relevait du doyenné de Coudun ; la cure était sous le patronage de l'abbaye Saint-Corneille de Compiègne.

### Époque contemporaine
De 1827 à 1832, la commune, instituée par la Révolution française, est temporairement rattachée à celle de Clairoix avant de retrouver son autonomie,.
En 1850, on trouvait à Janville un terrain de jeu d'arc et une école. Les habitants vivent alors de l'agriculture.
A la fin du XIXe siècle, les côtes du mont Ganelon sont cultivées avec des vignes, asperges, pommes de terres, etc. exploitées grâce à des ânes ou avec des hottes. À cette époque subsistait de l'ancien manoir seigneurial une galerie voûtée que l'on suppose avoir appartenu à un souterrain-refuge protégeant autrefois les habitants pendant les guerres médiévales.

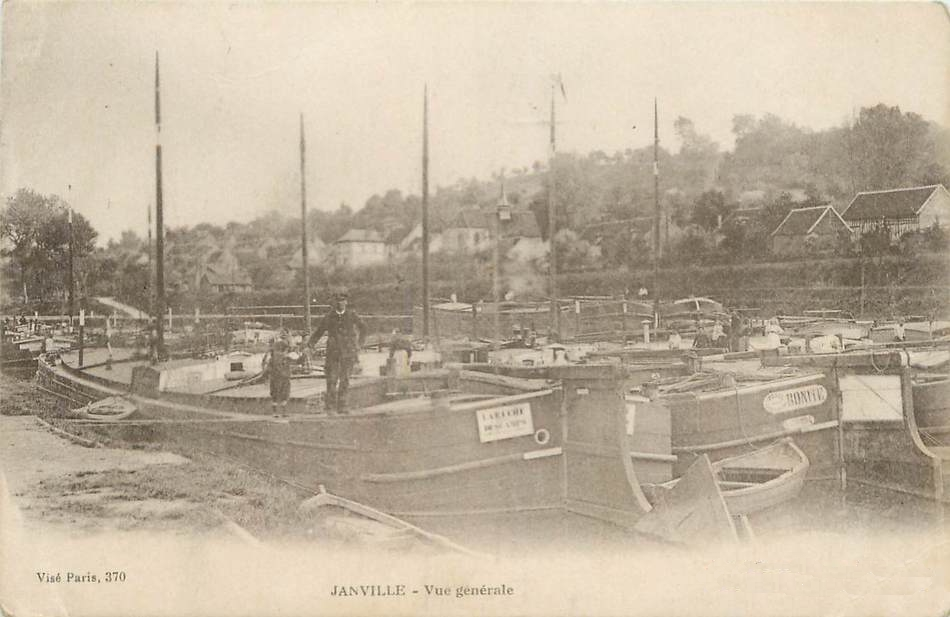
Vue des péniches dans le port fluvial, au tout début du XXe siècle.

En 1889 est mis en service le canal latéral à l'Oise, renforçant l'importance de la batellerie à Janville et créant l'île Jean-Lenoble, reliée à la berge par une passerelle usée. Un concessionnaire de bateaux y est toujours en activité.
Durant la Première Guerre mondiale, le village subit des destructions et il a  été décoré de la Croix de guerre 1914-1918, le 21 février 1921.

## Politique et administration

### Rattachements administratifs et électoraux

#### Rattachements administratifs
La commune se trouve depuis 1926 dans l'arrondissement de Compiègne du département de l'Oise.
Elle faisait partie, après avoir relevé du canton de Compiègne, du canton de Compiègne-Nord créé en 1973. Dans le cadre du redécoupage cantonal de 2014 en France, cette circonscription administrative territoriale a disparu, et le canton n'est plus qu'une circonscription électorale.

#### Rattachements électoraux
Pour les élections départementales, la commune fait partie depuis 2014 du canton de Compiègne-1
Pour l'élection des députés, elle fait partie de la sixième circonscription de l'Oise.

### Intercommunalité
Janville était membre de la communauté d'agglomération dénommée Agglomération de la région de Compiègne (ARC), un établissement public de coopération intercommunale (EPCI) à fiscalité propre créé en 2000 sous le statut de communauté de communes et auquel la commune avait transféré un certain nombre de ses compétences, dans les conditions déterminées par le code général des collectivités territoriales.
Dans le cadre des dispositions de la loi portant nouvelle organisation territoriale de la République du 7 août 2015, qui prévoit que les établissements publics de coopération intercommunale (EPCI) à fiscalité propre doivent avoir un minimum de 15 000 habitants, cette intercommunalité a fusionné avec sa voisine pour former, le 1er janvier 2017, la communauté d'agglomération dénommée  Agglomération de la Région de Compiègne et de la Basse Automne (ARCBA), dont est désormais membre la commune.

### Liste des maires
| Période                                  | Période                   | Identité         | Étiquette | Qualité                                                                                               |
| ---------------------------------------- | ------------------------- | ---------------- | --------- | --- |
| Les données manquantes sont à compléter. |                           |                  |           | |
| juin 1995                                | 2014                      | Sadi Guerdin     | PCF       | Beau-frère du député Patrice Carvalho Vice-président de la CA de la Région de Compiègne (2005 → 2014) |
| 2014                                     | En cours (au 27 mai 2020) | Philippe Boucher | SE        | Fonctionnaire à la retraite , Réélu pour le mandat 2020-2026,                                         |

## Équipements et services publics
La salle des fêtes a été construite dans les années 1980 par les jeunes du village, qui disposent depuis d’un bâtiment pour leurs activités associatives et festives.

## Population et société

### Démographie

#### Évolution démographique
L'évolution du nombre d'habitants est connue à travers les recensements de la population effectués dans la commune depuis 1793. Pour les communes de moins de 10 000 habitants, une enquête de recensement portant sur toute la population est réalisée tous les cinq ans, les populations de référence des années intermédiaires étant quant à elles estimées par interpolation ou extrapolation. Pour la commune, le premier recensement exhaustif entrant dans le cadre du nouveau dispositif a été réalisé en 2004.

En 2022, la commune comptait 635 habitants, en évolution de −8,1 % par rapport à 2016 (Oise : +0,87 %, France hors Mayotte : +2,11 %).
| 1793 | 1800 | 1806 | 1821 | 1836 | 1841 | 1846 | 1851 | 1856 |
| ---- | ---- | ---- | ---- | ---- | ---- | ---- | ---- | ---- |
| 208  | 212  | 225  | 178  | 218  | 214  | 209  | 232  | 210  |

| 1861 | 1866 | 1872 | 1876 | 1881 | 1886 | 1891 | 1896 | 1901 |
| ---- | ---- | ---- | ---- | ---- | ---- | ---- | ---- | ---- |
| 237  | 230  | 224  | 235  | 248  | 247  | 229  | 235  | 231  |

| 1906 | 1911 | 1921 | 1926 | 1931 | 1936 | 1946 | 1954 | 1962 |
| ---- | ---- | ---- | ---- | ---- | ---- | ---- | ---- | ---- |
| 233  | 261  | 285  | 338  | 354  | 415  | 462  | 456  | 580  |

| 1968 | 1975 | 1982 | 1990 | 1999 | 2004 | 2006 | 2009 | 2014 |
| ---- | ---- | ---- | ---- | ---- | ---- | ---- | ---- | ---- |
| 705  | 719  | 704  | 703  | 695  | 640  | 698  | 712  | 701  |

| 2019 | 2022 | - | - | - | - | - | - | - |
| ---- | ---- | - | - | - | - | - | - | - |
| 650  | 635  | - | - | - | - | - | - | - |

#### Pyramide des âges
La population de la commune est relativement jeune.
En 2018, le taux de personnes d'un âge inférieur à 30 ans s'élève à 35,2 %, soit en dessous de la moyenne départementale (37,3 %). À l'inverse, le taux de personnes d'âge supérieur à 60 ans est de 21,1 % la même année, alors qu'il est de 22,8 % au niveau départemental.
En 2018, la commune comptait 340 hommes pour 335 femmes, soit un taux de 50,37 % d'hommes, légèrement supérieur au taux départemental (48,89 %).
Les pyramides des âges de la commune et du département s'établissent comme suit.
| Hommes | Classe d’âge | Femmes |
| ------ | ------------ | ------ |
| 0,3    | 90 ou +      | 0,6    |
| 4,5    | 75-89 ans    | 7,2    |
| 14,8   | 60-74 ans    | 14,8   |
| 25,5   | 45-59 ans    | 24,7   |
| 18,4   | 30-44 ans    | 18,7   |
| 16,0   | 15-29 ans    | 17,5   |
| 20,5   | 0-14 ans     | 16,6   |

| Hommes | Classe d’âge | Femmes |
| ------ | ------------ | ------ |
| 0,5    | 90 ou +      | 1,4    |
| 5,5    | 75-89 ans    | 7,6    |
| 15,6   | 60-74 ans    | 16,3   |
| 20,8   | 45-59 ans    | 20     |
| 19,4   | 30-44 ans    | 19,4   |
| 17,6   | 15-29 ans    | 16,2   |
| 20,6   | 0-14 ans     | 19,1   |

## Culture locale et patrimoine

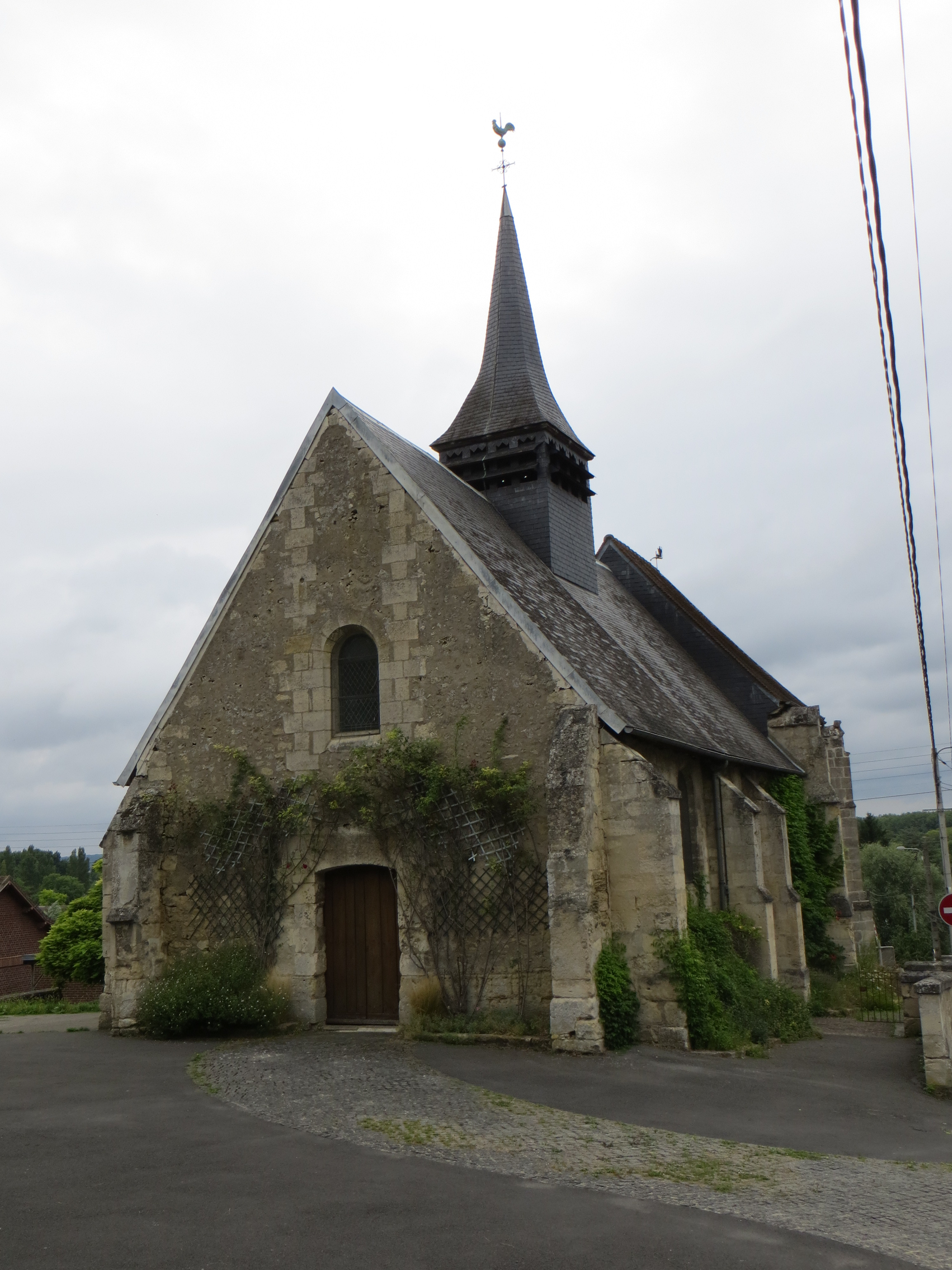
L'église Saint-Nicolas.

### Lieux et monuments
- L'église Saint-Nicolas, surplombant l'ancienne route nationale, constituée d' une nef unique  du XVIIe siècle suivie d'un chœur pentagonal de même largeur, partie plus ancienne mais qui n'est pas antérieure au XVIe siècle. Un de ses contreforts est décoré d’une niche surmontée d’un dais, décoré avec soin dans le style de la Renaissance[33].

L'église Saint-Nicolas
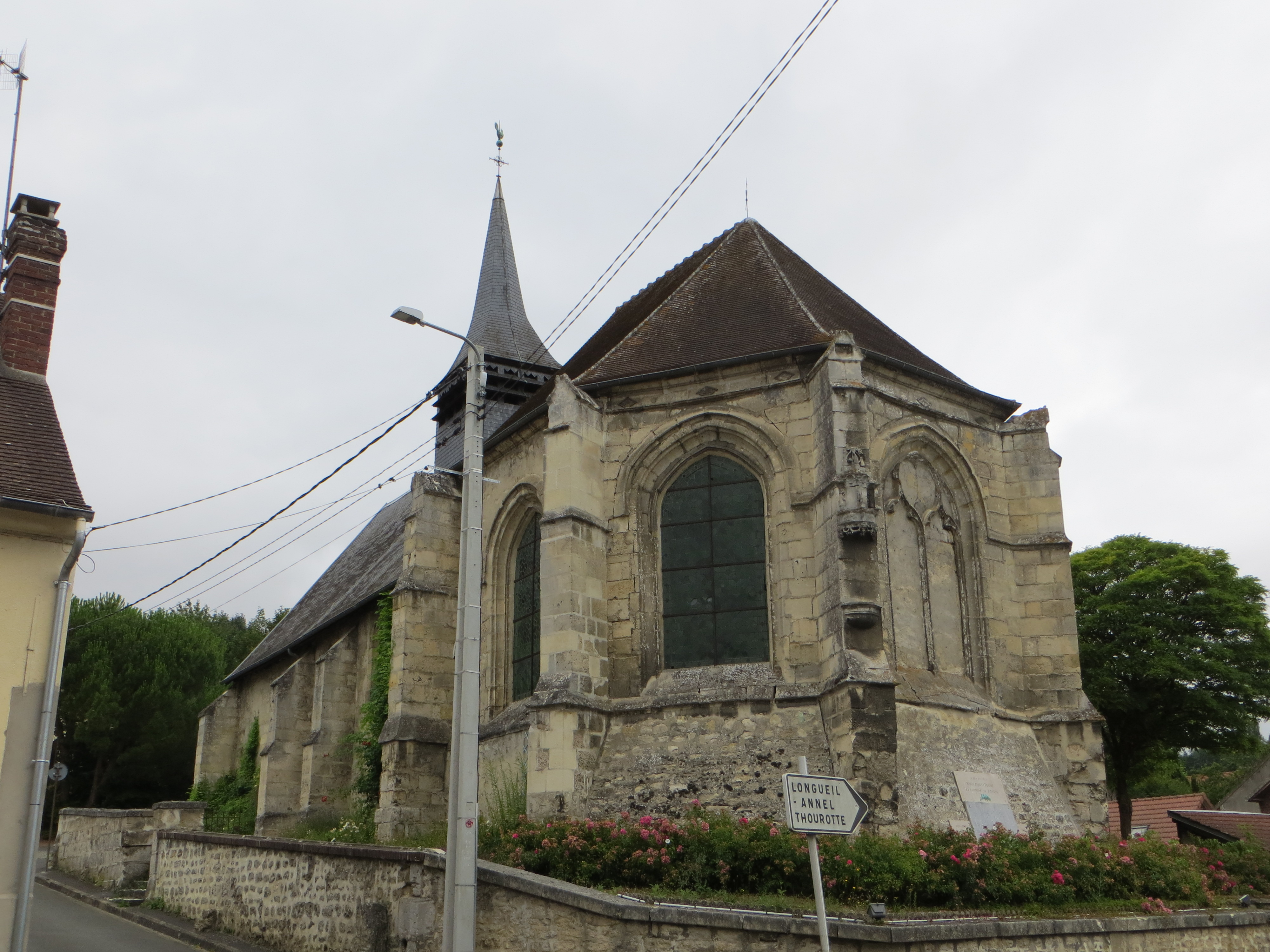
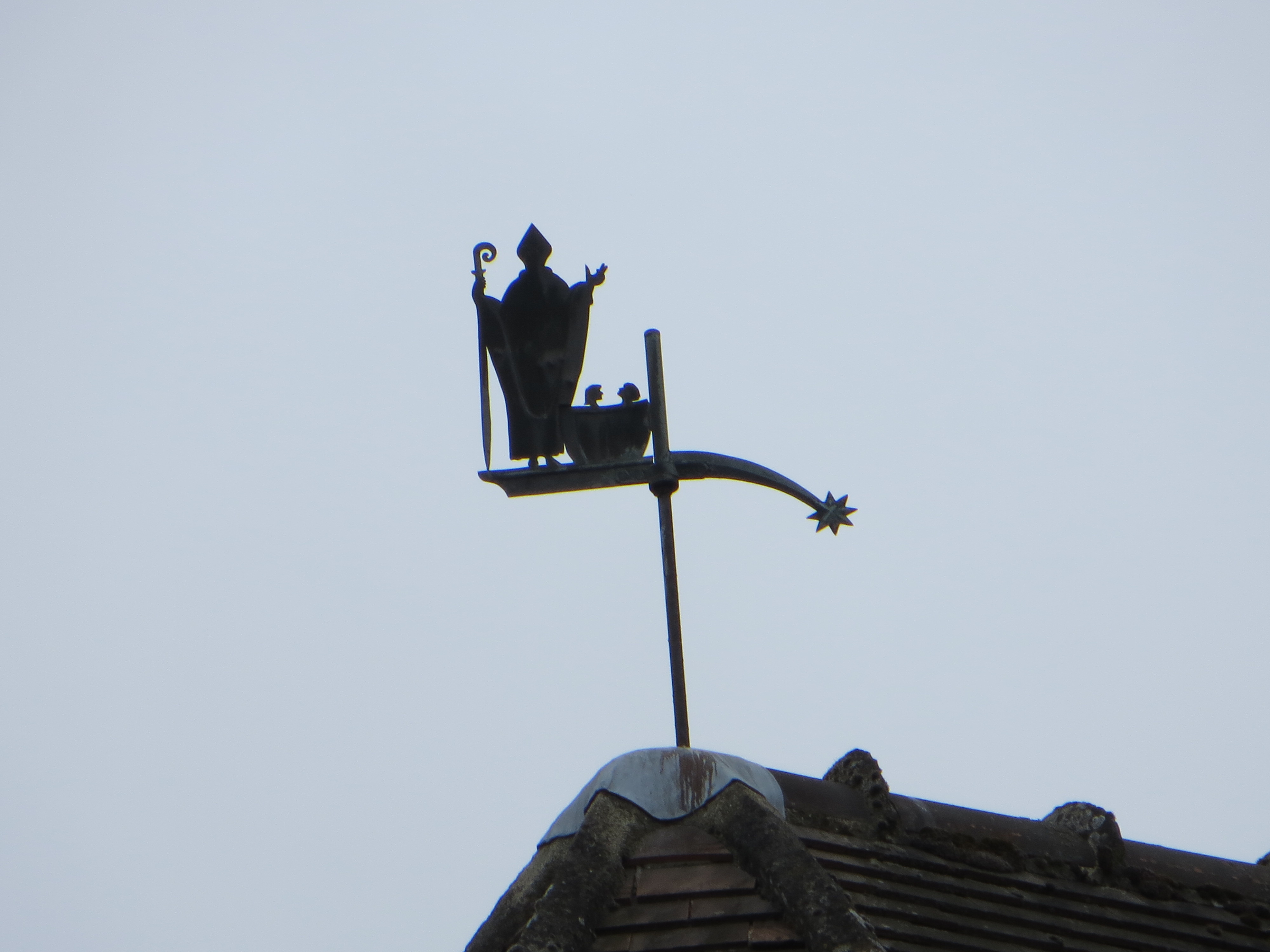